# Fischietto
Il fischietto è un semplice strumento a fiato che produce un fischio acuto (o un sibilo) attraverso la compressione di un flusso d'aria. Poiché può produrre un'unica nota, non viene in genere considerato uno strumento musicale, bensì uno strumento di segnalazione acustica. Il suono di un fischietto, acuto e potente, può infatti essere udito a notevoli distanze e anche in condizioni di forte rumore di sottofondo. Fischietti progettati in modi specifici possono assolvere ad altre funzioni; per esempio, i cacciatori usano talvolta fischietti in grado di riprodurre il richiamo di determinate specie di uccelli, e fischi con note particolarmente acute (nello spettro degli ultrasuoni) sono impiegati nell'addestramento canino.

## Funzionamento

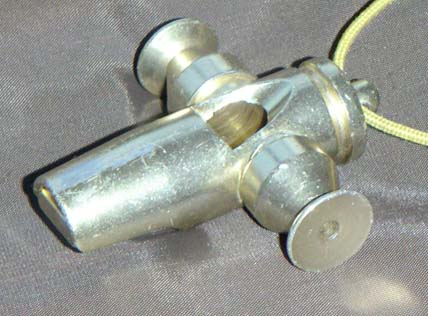
Un fischietto da samba a tre suoni

La meccanica fondamentale del fischietto consiste nel forzare il passaggio di un flusso d'aria, immesso dall'utilizzatore, attraverso un passaggio ristretto suddiviso in due da una lama centrale. Questo causa un vortice che produce una rapida vibrazione dell'aria in transito, e di conseguenza un suono acuto. In alcuni modelli di fischietto è presente anche una piccola pallina che viene agitata dal vortice d'aria, e modifica il suono intensificandolo e introducendo un elemento di vibrato. In altri modelli sono presenti uno o due fori per modulare l'altezza del suono.

## Storia

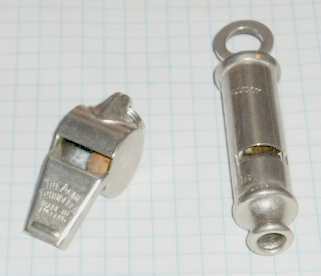
Fischietti in dotazione a poliziotti e vigili

Probabilmente risalenti al Neolitico, i fischietti in terracotta sono di origine antichissima.
L'uso di strumenti simili al fischietto moderno era già diffuso nella Cina antica (come strumento di segnalazione militare) e in Egitto. Fischietti o strumenti analoghi (costruiti in legno, terracotta, corno di animali o altri materiali) sono diffusi in numerosissime culture antiche.
Vengono denominate ancora oggi "fischietti salentini" piccole ocarine artistiche e caratteristiche della tradizione salentina. Analoghe produzioni artigianali sono diffuse un po' in tutto il sud Italia.
Sono tipici della zona di Grottaglie e Rutigliano i fischietti in terracotta prodotti artigianalmente, a cui è dedicata anche la Fiera del fischietto in terracotta e un museo.
In Veneto sono molto diffusi i cosiddetti "cuchi" o "cucchi", dei fischietti in terracotta, di solito a forma di uccelli o altri animali, di uso antichissimo, dalla duplice valenza apotropaica e come pegno d'amore. Nell'800 si diffuse un "cuco" molto elaborato, a forma di soldato a cavallo. Per dare un suolo più dolce alcuni di questi fischietti prevedevano un serbatoio interno da riempire d'acqua, che permetteva di modulare il suono.
A Cesuna di Roana, in provincia di Vicenza, questi fischietti sono l'attrazione del Museo dei cuchi.
Nella sua forma moderna, il fischietto è stato ideato nella seconda metà del XIX secolo dall'inventore britannico James Hudson, che lo propose inizialmente come strumento in dotazione agli arbitri di calcio, ma in seguito lo commercializzò su vasta scala anche per altre applicazioni. La fabbrica fondata da Hudson, Acme Whistles, è tuttora uno dei principali produttori di fischietti del mondo.

## Tipi

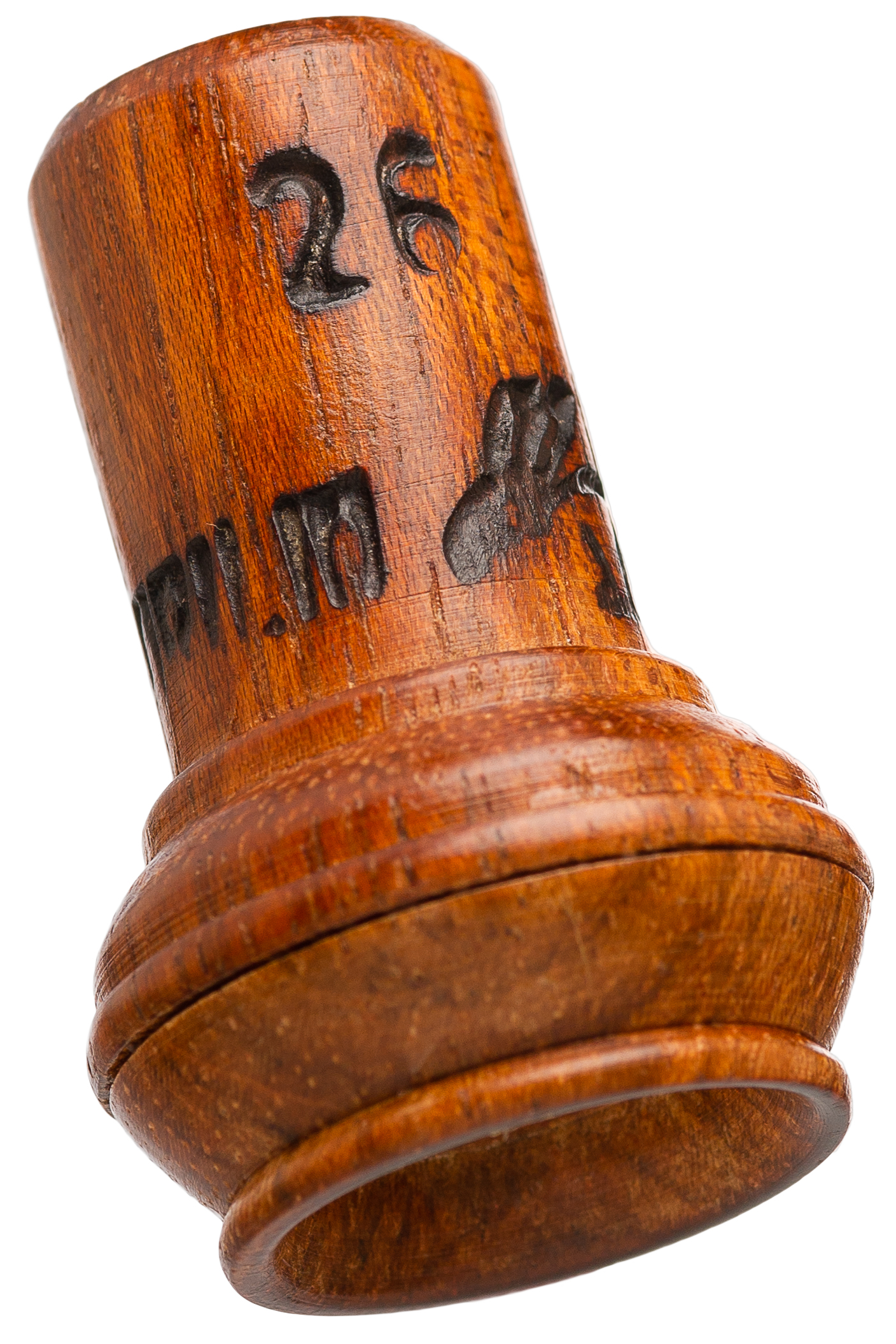

Da un punto di vista organologico i fischietti possono essere divisi in tre tipologie sonore:

### A fessura interna ad acqua
- Ocarina
- Flauto

## Esempi d'uso

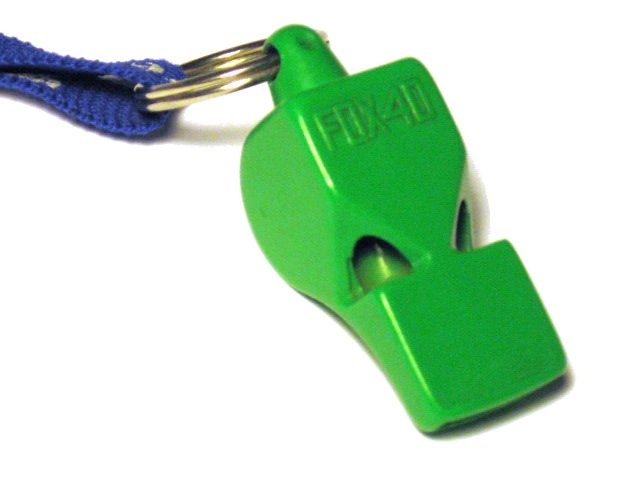
Fox 40: il fischietto usato in ambito sportivo

Come segnalatore acustico, il fischietto viene utilizzato in una grande varietà di contesti, tra cui:
- in molti paesi, gli agenti di polizia stradale usano un fischietto per regolare la circolazione, in alternativa ai segnali distintivi, luminosi o manuali;[5]
- arbitri e direttori di gara, in molti sport, usano un fischietto per segnalare l'inizio di una gara, la necessità di sospendere il gioco o altre specifiche situazioni (da questo derivano, per esempio nel calcio, espressioni idiomatiche come "fischiare un fuorigioco"). Uno dei modelli di fischietto più usati in ambito sportivo è il Fox 40, brevettato da Ron Foxcroft nel 1987 e prodotto da una industria canadese, senza pallina interna cosicché il fischietto non possa incepparsi, in plastica e con triplo labium;

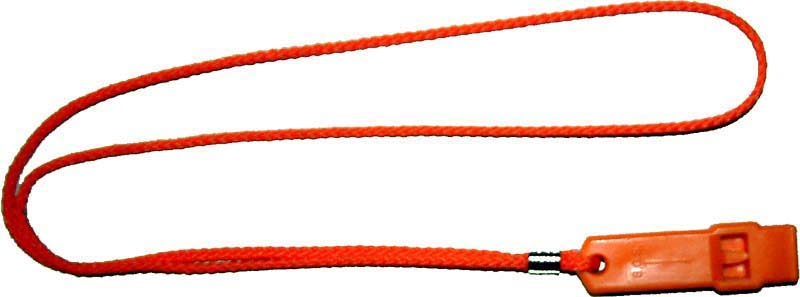
Un fischietto per la richiesta di soccorso in montagna e in mare da allacciare a giubbotti e zaini

- un fischietto è una dotazione comune dei giubbotti di salvataggio o di altri kit di sopravvivenza, poiché può essere usato per segnalare la propria posizione ai soccorritori anche in condizioni di scarsa visibilità.

In montagna per segnalare la propria richiesta di soccorso si fischia forte un segnale ogni 10 secondi per un minuto per un totale di 6 segnalazioni al minuto per poi restare in ascolto 1 minuto e poi riprendere da capo l'intero gruppo di segnali.
- Lo stesso fischietto arancione di soccorso è in dotazione ai boy scout di molti paesi e agli addetti al salvataggio sulle spiagge.
- il fischietto può essere usato in diversi contesti come mezzo per trasmettere segnali in codice morse a distanza.

Come strumento musicale, il fischietto viene talvolta usato con funzione essenzialmente ritmica, per esempio in certi generi di musica latinoamericana.